# Mario Sonnleitner
Mario Sonnleitner (* 8. Oktober 1986 in Vorau) ist ein ehemaliger österreichischer Fußballspieler auf der Position eines Verteidigers.

## Karriere

### Als Spieler
Sonnleitner begann seine fußballerische Karriere beim SV Grambach in der Steiermark. 2000 wechselte er in die Jugendmannschaft des Grazer AK (GAK). Er wurde Abwehrspieler, weil er in der Jugendmannschaft als Stürmer ein sogenannter Chancentod war, der vom Trainer umfunktioniert wurde, wie Sonnleitner in einem Zeitungsinterview anlässlich seines ersten Bundesligatores vom 30. Oktober 2005 im Derby gegen den Stadtrivalen Sturm Graz berichtete. In der Saison 2004/05 war er Kooperationsspieler beim Kapfenberger SV in der zweithöchsten österreichischen Liga. Mit Beginn der Saison 2005/06 kam er zurück zum GAK und wurde zum Stammspieler. Im Jänner 2006 wurde er zum österreichischen Nationalteam ins Teamcamp nach Dubai einberufen, kam jedoch bislang zu keinem Einsatz in der Nationalelf.
Nach dem Lizenzentzug durch den ÖFB und dem damit verbundenen Abstieg in die Regionalliga-Mitte des GAK wechselte er im Juni 2007 zum SK Sturm Graz, wo er sich nach einer Saison (nach dem Abgang von Sebastian Prödl zu Werder Bremen) einen Stammplatz erkämpfen konnte.
Am 26. April 2010 wurde bekannt, dass Sonnleitner mit Saisonbeginn 2010/11 zum SK Rapid Wien wechselt, nachdem bereits länger der Abgang von Sturm Graz feststand. In elf Spielzeiten in Wien kam er zu 357 Pflichtspieleinsätzen für Rapid, in denen er 27 Tore erzielte. Nach der Saison 2020/21 verließ er den Verein nach elf Jahren und wechselte zum Ligakonkurrenten TSV Hartberg, bei dem er einen bis Juni 2023 laufenden Vertrag erhielt. In zwei Spielzeiten kam er zu 42 Bundesligaeinsätzen für den TSV. Nach der Saison 2022/23 verließ er die Steirer.
Er spielte vorwiegend auf der Position des Innenverteidigers, kam aber fallweise auch als rechter Verteidiger zum Einsatz.

### Als Trainer
Im März 2024 gab Sonnleitner nach mehreren Monaten ohne Verein dann sein Karriereende als Spieler bekannt und wurde Co-Trainer beim viertklassigen ASV 13. Im April 2024 übernahm er den ASV als Cheftrainer, unter seiner Führung stieg der Verein aber aus der Wiener Stadtliga ab.
Im Jänner 2025 wechselte Sonnleitner zu Zweitligist Floridsdorfer AC und wurde Co-Trainer von Mitja Mörec. Nachdem Mörec den Verein im Juli 2025 verlassen hatte, wurde Sonnleitner interimistisch Cheftrainer der Wiener. Nach einem Spiel unter seiner Leitung, einem 4:0 im ÖFB-Cup gegen den SR Donaufeld Wien, wurde Sonnleitner von Sinan Bytyqi abgelöst und wieder Co-Trainer.

## Erfolge
- Österreichischer Cup-Sieger 2010 (Sturm Graz)